# Rafael Moura
Rafael Martiniano de Miranda Moura, noto semplicemente come Rafael Moura (Belo Horizonte, 23 maggio 1983), è un ex calciatore brasiliano, di ruolo attaccante.

## Biografia
È soprannominato He-Man, per la sua somiglianza con l'omonimo personaggio dei cartoni animati. Il soprannome è stato coniato dalla tifoseria del Corinthians.

## Carriera

### Club

#### Gli inizi e l'esordio nella massima divisione
Si avvia al calcio professionistico aggregandosi, nel 1991, ai pulcini del Cruzeiro. 
Nel 1992 si trasferisce all'Atlético Mineiro, dove inizia la trafila del settore giovanile. 
Nel 1999, a 16 anni, firma il suo primo contratto professionistico con il Vila Nova. 
Tre anni più tardi torna all'Atletico Mineiro, con cui vince svariati titoli a livello giovanile ed esordisce in prima squadra nel 2004, contro il Vitória, che nello stesso anno lo ingaggia come riserva di Edílson e Obina.

#### Paysandu
Nell'estate del 2005 viene ingaggiato dal Paysandu, neo-campione del Campionato Paranaense.
Esordisce con la nuova compagine il 24 settembre in casa del San Paolo, entrando a partita in corso.
Il primo gol in maglia biancoceleste arriva invece l'11 ottobre, nel match casalingo vinto per 2-1 contro il Coritiba, partendo anche qui dalla panchina.

Nelle partite successive si ritaglia uno spazio come titolare: chiuderà la stagione con 14 presenze e 7 reti, che però non basteranno ad evitare alla squadra la retrocessione in Série B.

#### Corinthians
Le sue prestazioni con il Paysandu destano l'attenzione del Corinthians, che decide di ingaggiarlo per il campionato seguente. 
In casa bianconera è inizialmente chiuso da compagni del calibro di Tevez e Nilmar, ma riesce a guadagnarsi la fiducia del tecnico Antônio Lopes grazie ad alcune prestazioni positive, a partire da quella sfoderata nel 5-1 casalingo (valevole per la 2^a giornata del Campionato Paulista 2006) contro la Portuguesa Santista: in tale occasione, chiamato a non far rimpiangere l'assenza di Tevez, gioca dal primo minuto e segna la rete dell'1-0, colpendo anche una traversa.
Conclude la stagione con 7 gol in 29 presenze nel Brasileirão e 8 gol in 14 presenze nel Campionato Paulista.

#### Fluminense e Lorient
Nel 2007 si trasferisce al Fluminense: nello stesso anno, con i tricolores, vince la Copa do Brasil.
Ad agosto viene ceduto al Lorient con la formula del prestito annuale con diritto di riscatto. In Francia il calciatore non brilla: già a novembre, il presidente Alain Le Roch annuncia che Moura non sarà riscattato, definendo l'ingaggio del brasiliano un «vero e proprio errore».

#### Atlético Paranaense
Nell'estate del 2008 passa a titolo definitivo all'Atlético Paranaense, con cui firma un contratto di 4 anni.

Il Campeonato Brasileiro del 2008 vede l'attaccante contribuire alla salvezza della squadra con 7 reti.

Nel 2009 l'Atlético vince il Campionato Paranaense: con i suoi 14 gol, Moura si laurea capocannoniere e craque del torneo.

Successivamente, viene messo fuori rosa insieme ad altri quattro compagni di squadra «per questioni riguardanti il rapporto con il resto della squadra».

#### Goiás
All'inizio del 2010 viene ingaggiato dal Goiás, con cui raggiunge lo storico traguardo della finale di Copa Sudamericana (persa ai calci di rigore contro l'Independiente), ottenendo il titolo di capocannoniere della competizione con 9 reti.

#### Fluminense
Nel 2011 torna alla Fluminense, dove segna 11 gol in 25 partite attirando su di sé l'attenzione del Milan.